# جيم بيرك
جيم بيرك (بالإنجليزية: Jim Burke)‏ (12 يونيو 1930 في أستراليا - 2 فبراير 1979 في أستراليا) هو لاعب كريكت أسترالي. شارك مع منتخب أستراليا الوطني للكريكت.

## وصلات خارجية
- جيم بيرك على موقع إي آس بي آن كريك إنفو (الإنجليزية)